# Caspase 13
La caspase 13 est une protéase à cystéine de la famille des caspases. Il s'agit d'une enzyme bovine orthologue de la caspase 4 humaine,.